# Humoso
Humoso (llamada oficialmente Umoso) es un lugar situado en la parroquia de Quintela de Humoso, del municipio español de Viana del Bollo, en la provincia de Orense, Galicia.

## Demografía
| Gráfica de evolución demográfica de Humoso entre 2000 y 2023 |
|                                                              |
| Datos según el nomenclátor publicado por el INE.             |